# NBPF19
NBPF19 (англ. Notch homolog 2 N-terminal-like protein) – білок, який кодується однойменним геном, розташованим у людей на 1-й хромосомі. Довжина поліпептидного ланцюга білка становить 236 амінокислот, а молекулярна маса — 25 835.
| 10         |  | 20         |  | 30         |  | 40         |  | 50         |
| ---------- |  | ---------- |  | ---------- |  | ---------- |  | ---------- |
| MCVTYHNGTG |  | YCKCPEGFLG |  | EYCQHRDPCE |  | KNRCQNGGTC |  | VAQAMLGKAT |
| CRCASGFTGE |  | DCQYSTSHPC |  | FVSRPCLNGG |  | TCHMLSRDTY |  | ECTCQVGFTG |
| KECQWTDACL |  | SHPCANGSTC |  | TTVANQFSCK |  | CLTGFTGQKC |  | ETDVNECDIP |
| GHCQHGGTCL |  | NLPGSYQCQC |  | LQGFTGQYCD |  | SLYVPCAPSP |  | CVNGGTCRQT |
| GDFTFECNCL |  | PETVRRGTEL |  | WERDREVWNG |  | KEHDEN     |  |            |

A: Аланін

C: Цистеїн

D: Аспарагінова кислота

E: Глутамінова кислота

F: Фенілаланін

G: Гліцин

H: Гістидин

I: Ізолейцин

K: Лізин

L: Лейцин

M: Метіонін

N: Аспарагін

P: Пролін

Q: Глутамін

R: Аргінін

S: Серин

T: Треонін

V: Валін

W: Триптофан

Кодований геном білок за функцією належить до білків розвитку. 
Задіяний у таких біологічних процесах, як диференціація клітин, альтернативний сплайсинг. 
Білок має сайт для зв'язування з іоном кальцію. 
Локалізований у цитоплазмі.
Також секретований назовні.